# Ludomir Chronowski
Ludomir Krzysztof Chronowski (* 31. Oktober 1959 in Krakau) ist ein ehemaliger polnischer Degenfechter.

## Erfolge
Ludomir Chronowski nahm an zwei Olympischen Spielen teil: 1980 erreichte er in Moskau im Mannschaftswettbewerb das Finale, das die polnische Equipe gegen Frankreich mit 4:8 verlor. Gemeinsam mit Piotr Jabłkowski, Andrzej Lis, Leszek Swornowski und Mariusz Strzałka erhielt Chronowski so die Silbermedaille. Bei den Olympischen Spielen 1988 in Seoul wurde er mit der Mannschaft Zehnter, während er in der Einzelkonkurrenz Rang 33 belegte. 1980 wurde er polnischer Meister.